# GWR-Klasse 2301
Die Klasse 2301 der Great Western Railway, nach ihrem Konstrukteur auch „Dean Goods“ genannt, war eine dreifachgekuppelte Schlepptender-Lokomotive für den leichten Güterzugdienst. Die Konstruktion der Lokomotive stammte vom Chefingenieur der GWR William Dean und gilt als seine bekannteste Entwicklung. Die Lokomotiven bewährten sich sehr gut im Einsatz und waren deshalb bis Mitte der 1950er Jahre im Dienst. Die Loks besaßen Innenrahmen und innenliegende Zylinder. Infolge des Zweiten Weltkriegs kamen Lokomotiven dieser Klasse auch auf dem europäischen Kontinent zum Einsatz, ein Exemplar wurde nach Kriegsende in den Bestand der Deutschen Reichsbahn übernommen und in der DDR bis 1955 eingesetzt. Einzig erhalten geblieben ist die Nr. 2516 im Swindon Steam Railway Museum.

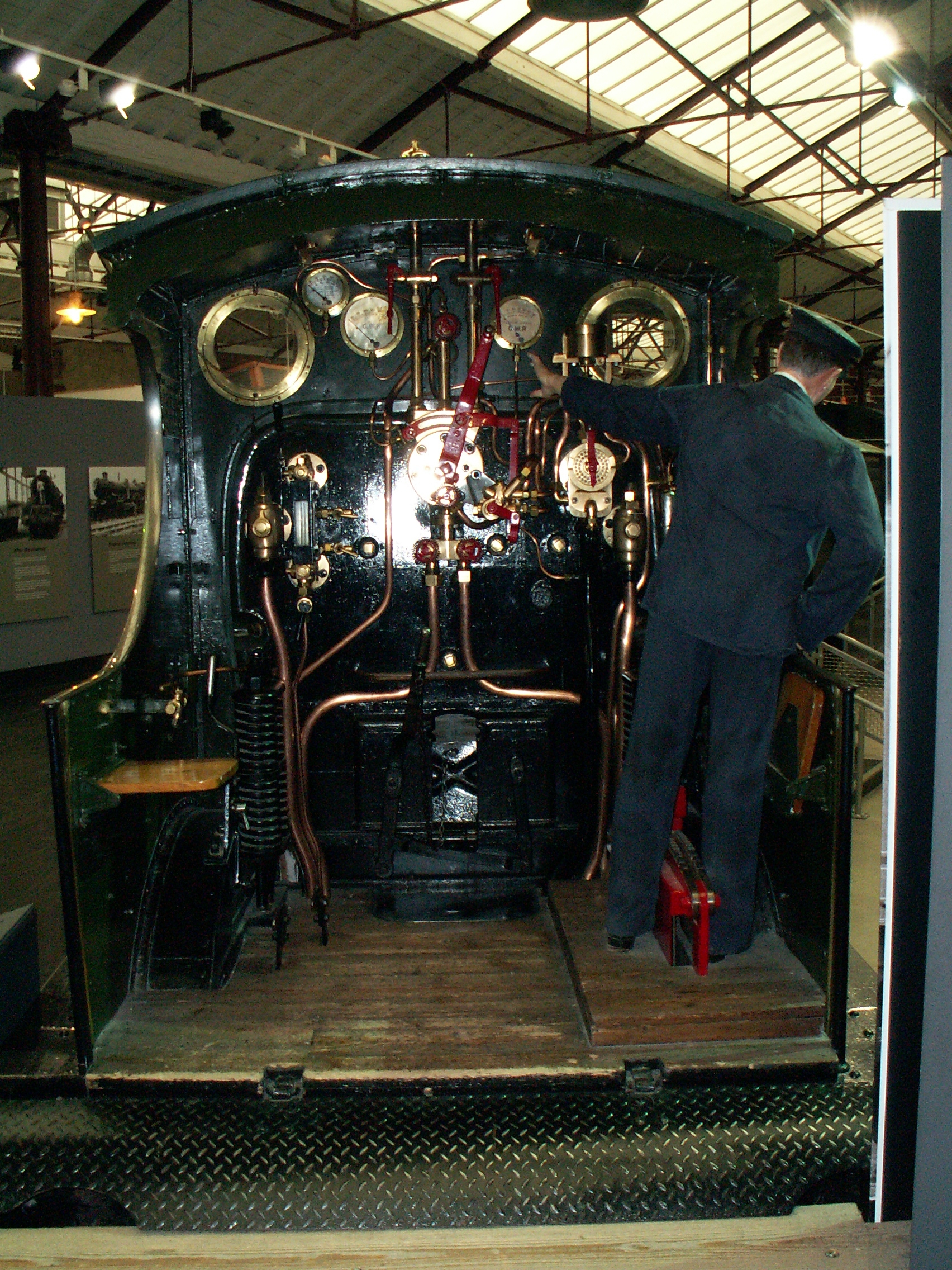
Blick ins Führerhaus der Lok 2516

## Kriegseinsatz
Im Ersten Weltkrieg waren 32 dieser Maschinen außerhalb Großbritanniens im Einsatz. 2308 und 2542 kamen als ORC 110–111 zur Ottoman Railway Company (ORC) in den asiatischen Teil der Türkei, die sie auf ihrem Streckennetz östlich von Izmir einsetzte. 110 ging nach der Verstaatlichung der ORC 1935 noch an die türkische Staatsbahn TCDD über, die sie als TCDD 33 041 einsetzte.
Von den zu dieser Zeit noch existierenden 180 Stück kamen im Zweiten Weltkrieg 108 Stück als WD 93–200 zum britischen War-Department. In Großbritannien wurden 29 Stück eingesetzt, um schienengebundene Kanonen zu transportieren, die eine Invasion durch das Deutsche Reich verhindern sollten. Zehn Maschinen erhielten eine Abdampfkondensationsvorrichtung, um sie aus der Luft schwerer erkennbar zu machen.

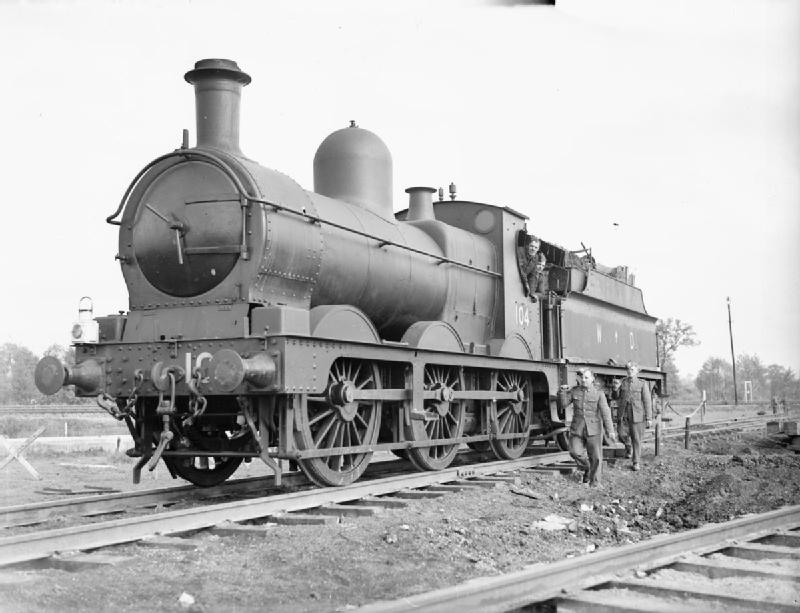
Eine Lok der Klasse 2301 im Zweiten Weltkrieg in Frankreich

Von Oktober 1939 bis April 1940 wurden 79 Maschinen nach Frankreich verschifft. Viele dieser Loks wurden im Zuge der Kampfhandlungen entweder zerstört oder vom Feind erbeutet. 35 wurden von der SNCF als zwischen 030W1 und 030W45 eingeordnet. Andere waren in Region Nord mit WD Betriebsnummern im Einsatz. Bei der SNCF erhielten viele Maschinen ein größeres Führerhaus, das besseren Schutz bei schlechtem Wetter bot.
Nach Kriegsende waren auf französischem Gebiet noch 34 Stück vorhanden und 22 waren nach China verkauft worden, wo sie als XK3 eingereiht wurden. Über Einsatz und Verbleib ist nichts bekannt. Wegen ihrer für China geringen Leistung wurden sie aber vermutlich in Industriebetrieben eingesetzt. Die in Frankreich verbliebenen Maschinen wurden nach Großbritannien zurückgebracht und verschrottet. Eine unbekannte Anzahl war von den deutschen Truppen über das gesamte Kriegsgebiet verstreut worden.
Die Nummern 2521, 2463, 2548, 2545, 2478 und 2451 kamen 1946 nach Italien, wo sie die Reihe FS 293 bildeten und in Ancona und Rimini im Verschub eingesetzt wurden, bevor sie 1953 ausgemustert wurden.

## Verbleib der Lok Nr. 2552
Die Lok mit der Nummer 2552 wurde 1939 vom britischen War-Departement unter der Nr. 200 übernommen. Das Fahrzeug wurde im Juni 1940 in Nordfrankreich zur Kriegsbeute und wurde beim Kommando der Eisenbahntruppen als Nr. 142 genummert. 1946 wurde die Lok in der Reichsbahndirektion Dresden aufgefunden und 1948 nach einer Aufarbeitung als 53 7607II eingereiht. 1955 erfolgte die Ausmusterung.
Die von der DR angegebenen Maße und Massen von Lok und Tender differieren gegenüber den ursprünglichen Angaben, was auf einige Umbauten hindeutet.

## Verbleib der Lok Nr. 2435
Lok Nr. 2435, 1893 in Swindon gebaut, wurde 1939 vom War-Department als Nr. 188 übernommen, 1940 nach Frankreich verschifft und bei Dünkirchen von deutschen Truppen erbeutet. Sie wurde in Cottbus generalüberholt und von deutschen Truppen nach Österreich gebracht, wo sie abgestellt wurde.
In diesem Zustand wurde sie von sowjetischen Truppen erbeutet und in der Sowjetzone Österreichs eingesetzt.
Ein Foto von 1948 in Hütteldorf zeigt sie mit einem gegenüber der Ursprungsversion vergrößerten Führerhaus. Schließlich wurde sie 1952 verschrottet.